# Ruzie
Ruzie is een situatie of verschijnsel waarbij mensen onenigheid met elkaar hebben, wat gepaard kan gaan met over en weer schelden, het elkaar de schuld van iets geven, zwartmakerijen, of zelfs fysiek geweld. Het verschijnsel wordt onder meer door de sociologie en de psychologie bestudeerd. Ruzies kunnen van zeer korte aard zijn, maar ook jarenlange ruzies kunnen voorkomen. Overigens kan de aanleiding voor een ruzie minimaal zijn, of in extreme gevallen zelfs onbekend zijn.
In de natuur lijkt ruzie veel voor te komen; lijkt, omdat dit een menselijke interpretatie is. Bijvoorbeeld vogels die verder zeer vriendschappelijk met elkaar omgaan, kunnen fel ruziën op een plek waar voedsel is. Het vechten om voedsel of voor het bepalen van een rangorde is een natuurlijk onderdeel van het leven van veel diersoorten, en heeft een praktisch doel, zoals het overleven of het in stand houden van de hiërarchie in een populatie. Ruzie tussen mensen gaat daarentegen vaak over zeer triviale zaken.
Ook in overdrachtelijke, collectievere of abstractere zin wordt het woord ruzie gebruikt voor organisaties zoals bedrijven of groepen mensen die een ernstig meningsverschil hebben.
Op internetfora, chatboxen en mailinglists worden ruzies vaak uitgevochten met zogenaamde flame wars. Dat zijn conversaties waarbij eigen standpunten worden verdedigd en andermans standpunten omvergehaald worden met zo veel mogelijk relevante en irrelevante stellingen. Soms gaat daarbij elke vorm van realiteitszin verloren en proberen de deelnemers slechts hun gelijk te halen.
Ruzies worden vaak bemiddeld en/of opgelost door derde partijen, zoals rechtbanken, onafhankelijke bemiddelaars, psychologen, sociaal werkers, religieuze leiders (in het christendom geestelijken), vrienden van de partijen et cetera.